# San Juan de Miraflores
San Juan de Miraflores és un districte de la província de Lima al Perú. Està situat al Cono Sur, àrea de la ciutat de Lima. Oficialment establert com a districte el 12 de gener de 1965, l'alcalde de San Juan de Miraflores és Javier Altamirano.
San Juan de Miraflores és un dels pueblos nuevos, o ciutats noves, que han estat formats per l'emigració massiva des d'altres ciutats de la Lima Metropolitana (com Miraflores, Surquillo, La Victoria, entre altres) i del camp. Bàsicament, la gent que era de la capital es podria permetre construint les seves cases noves, de fet, durant els primers anys 60, San Juan de Miraflores era principalment una àrea desertica. San Juan de Miraflores es divideix en zones (" A "B", "C", "D", "E" i "K")
Durant els primers anys 1980 la gent de Cusco, Ayacucho, Pasco, i molts altres departaments que eren sota l'atac de terroristes, escollia San Juan de Miraflores i Villa el Salvador com la seva nova residència. Mentre els residents nous arribaven a San Juan de Miraflores, es creaven dues zones noves: Pamplona Alta i Pamplona Baja. Aquest nom es prenia en honor d'alguns dels missioners espanyols (que eren de Pamplona) que oferien la seva ajuda als residents. Un dels carrers de xarxes elèctriques de Pamplona Alta, "Pista Nueva", és un exemple de com n'és l'àrea de nova. En la primera població, molta gent vivia sense electricitat o aigua, sovint construint les seves cases de canya als turons costeruts. Quan els residents es podien permetre materials de construcció, reforçaven aquestes estores de canya amb contraplacat, maons, o qualsevol cosa més que podrien trobar.
Avui les cases són un poti-poti de materials de construcció, molts en estat de construcció contínua quan els residents es poden permetre cada maó addicional. Molts tenen accés a l'electricitat, però a molts encara els falta l'aigua corrent. En només l'últim parell d'anys l'alcalde de Lima ha llançat un programa extremadament reeixit per construir escales "escaleras" als vessants, reemplaçant els camins i millorant les condicions de vida de residents. Aquestes escales es pinten grogues, amb senyals blaus brillants, i els residents del barri són contractats per la ciutat per construir-los. A més a més a aquestes zones noves, se'n creaven do més l'any 1981, Amèrica i Umamarca.
El 1983 i 1984, dos noves zones van ser creades, Maria Auxiliadora i Amauta ("professor" en català), situades entre les zones "A" i "B". Un dels carrers principals de Maria Auxiliadora és Pedro Miotta, que es coneixia com l'anterior autopista Panamericana Sur.
Dins de Lima, especialment en el transport públic de Lima, hom utilitza "San Juan" per referir-se a San Juan de Miraflores; San Juan de Lurigancho, que és cap al nord del Riu Rímac i és més gran, és anomenat per les seves seccions individuals, com Zárate, Campoy, Mangomarca, Canto Grande, etc.

## Geografia
El districte té una superfície de 23,98 km². El seu centre administratiu està situat a 141 metres sobre el nivell del mar. Segons el cens del 2005, de l'INEI, el districte té 335.237 habitants, una densitat de població de 13.979,9 persones/km² i 71.384 cases.
| Santiago de Surco | Santiago de Surco | Villa María del Triunfo |
| Santiago de Surco |                   | Villa María del Triunfo |
| Santiago de Surco | Villa El Salvador | Villa El Salvador       |